# إنريكي فوينتيس كينتانا
إنريكي فوينتيس كينتانا (بالإسبانية: Enrique Fuentes Quintana)‏ هو اقتصادي وسياسي إسباني، ولد في 13 ديسمبر 1924 في إسبانيا، وتوفي في 6 يونيو 2007 في مدريد في إسبانيا بسبب مرض آلزهايمر. حزبياً، نشط في اتحاد الوسط الديمقراطي. وقد انتخب عضو مجلس الشيوخ الإسباني ‏ وانتخب وزير المالية.

## روابط خارجية
- إنريكي فوينتيس كينتانا على موقع مونزينجر (الألمانية)